# Fondy Evropské unie

Kohezní fondy pomáhají regionům, které dosahují méně než 75% HDP EU (červené, tzv. méně rozvinuté regiony) či pod 100% (žluté, tzv. tranzitní regiony).

Fondy Evropské unie slouží k financování politik EU, podpoře hospodářského růstu členských států, podpoře vzdělanosti apod. Mimo to také existují fondy na pomoc zemím, které kandidují na vstup do EU, a nejsou tedy ještě jejími členy.
Finance jsou rozdělovány v rámci tzv. programových (programovacích) období, trvajících vždy 7 let. Pro každé z těchto období jsou kromě rozpočtu stanovovány nové cíle a priority, jichž se členské státy snaží dosáhnout:
- 2000-2006
- 2007-2013
- 2014-2020
- 2021-2027

## Evropské strukturální a investiční fondy
ESI fondy slouží k financování cílů regionální a strukturální politiky EU, čili hlavně ke zvyšování hospodářské vyspělosti evropských regionů.
Fondy se zaměřují na snižování rozdílů v úrovni rozvoje různých regionů a zaostalosti nejvíce znevýhodněných regionů včetně venkovských oblastí. Evropská unie má k dispozici celkem pět strukturálních fondů.
Finanční podpora z fondů je rozdělována prostřednictvím tzv. operačních programů, které určují zaměření podpory pro daný region nebo sektor (např. dopravu, zemědělství).

### Evropský fond pro regionální rozvoj (ERDF)
ERDF (European Regional Development Fund) je nejdůležitější ze strukturálních fondů. Mezi hlavní cíle patří:
- zlepšování infrastruktury
- podpora nových pracovních míst
- podpora malých a středních podniků
- rozvoj technologií
- ochrana a zlepšování životního prostředí
- rozvoj turistiky

### Evropský sociální fond (ESF)
ESF (European Social Fund) pomáhá lidem efektivněji se zapojit do trhu práce - financuje opatření v oblasti profesní přípravy a systému získávání nových pracovníků. Jeho konkrétní činnost se týká těchto oblastí:
- doplňování sociálních programů členských států EU (zvláště pokud jde o dlouhodobé programy jako aktivní politika zaměstnanosti nebo reintegrace dlouhodobě nezaměstnaných)
- pomoc mladým nezaměstnaným a lidem s hendikepy
- podpora rovných příležitostí na trhu práce pro ženy a muže
- podpora vzdělávacích a rekvalifikačních kurzů
- zlepšování mobility pracovních sil

### Evropský zemědělský fond pro rozvoj venkova
EZFRV dle nařízení Evropského parlamentu a Rady č. 1305/2013,
anglický název je European Agricultural Fund for Rural development (EAFRD). Mezi hlavní cíle patří:
- zvýšení konkurenceschopnosti zemědělství, potravinářství a lesnictví
- podpora environmentálních projektů, zlepšování životního prostředí
- podpora rozvoje venkova, stavu krajiny i kvality života na venkově
- podpora diverzifikace venkovského hospodářství
- rozvoj nepotravinářského využití zemědělské produkce

### Evropský zemědělský podpůrný a záruční fond
Evropský zemědělský fond v roce 2007 nahradil Evropský zemědělský podpůrný a záruční fond (European Agricultural Guidance and Guarantee fund), který do roku 2006 patřil mezi strukturální fondy. Jak je patrno z názvu, tento fond se skládal ze dvou částí – podpůrné (guidance) a záruční (guarantee);
Záruční část tvořilo 95 % všech výdajů a sloužilo k financování společné zemědělské politiky. Za pomoci této části EAGGF se například podporoval vývoz zemědělských přebytků EU do zahraničí nebo cenová a stabilizační opatření na trhu se zemědělskými výrobky.
Podpůrná část byla jedním z prostředků pro financování regionální a strukturální politiky. Tato část EAGGF měla za úkol:
- podporu investic a konkurenceschopnosti zemědělských závodů
- pomoc začínajícím rolníkům a rolníkům v předdůchodovém věku
- kompenzace zemědělcům v okrajových a jinak znevýhodněných oblastech
- optimální využití lesů a jejich ochranu
- aktivity na udržení přirozeného rázu krajiny
- podporu ekonomik v zemědělských oblastech, jejich řemeslné výroby a turistického ruchu
- marketingové a poradenské služby pro zemědělské produkty

### Evropský námořní a rybářský fond
Evropský námořní a rybářský fond (European Maritime and Fisheries Fund; EMFF) dle nařízení Evropského parlamentu a Rady (EU) č. 1303/2013
financuje aktivity evropského mořského i vnitrozemského rybolovu. Mezi jeho hlavní cíle patří:
- zajištění trvale udržitelného rozvoje evropského rybolovu
- podpora projektů vedoucích ke zvyšování konkurenceschopnosti a současně k ochraně a zlepšování životního prostředí

Evropský námořní a rybářský fond roku 2007 nahradil Finanční nástroj pro řízení rybolovu (Financial Instrument for Fisheries Guidance; FIFG), který do roku 2006 patřil mezi strukturální fondy.
Podílel se na modernizaci rybářského průmyslu. Jeho smyslem bylo nastolení rovnováhy mezi zdroji ryb a jejich čerpáním. Dalšími aktivitami byly:
- posilování konkurenceschopnosti a modernizace
- podpora uplatnění rybářských výrobků na trhu
- pomoc oblastem závislých na rybolovu

### Fond soudržnosti (CF)
Fond soudržnosti (Cohesion Fund), jinak také Kohezní fond jako zvláštní fond solidarity byl ustanoven v roce 1993 na pomoc čtyřem nejméně rozvinutým státům: Řecku, Portugalsku, Irsku a Španělsku. Na rozdíl od strukturálních fondů je tato pomoc určena na přímé financování velkých projektů v oblasti životního prostředí a rozvoje dopravy (tzn. ne programů). Dále spolufinancuje propagační a informační kampaně. V období let 2000-2006 je každým rokem v plánu investovat prostřednictvím tohoto fondu 2,5 miliardy EUR. Nutné podmínky pro přidělení finančních prostředků jsou, že stát musí mít HNP na obyvatele menší než 90 % průměru EU a v minulosti se zavázal k hospodářské a měnové konvergenci.

## Evropský fond solidarity (EUSF)
Po ničivých záplavách, které v srpnu 2002 zasáhly střední Evropu, se Evropská komise rozhodla založit Evropský fond solidarity (European Union Solidarity Fund; EUSF), který funguje nezávisle na ostatních fondech. Členské a přistupující státy mohou žádat o pomoc při velké přírodní katastrofě (tj. při které jsou odhadované škody vyšší než 0,6 % HDP postiženého státu). Důležité je, že úkolem EUSF není plná kompenzace ztrát ani úhrada škod soukromým osobám. V jeho kompetenci nejsou ani dlouhodobé rekonstrukce a ekonomická obnova, tyto aspekty mohou pokrýt strukturální fondy. Byl navržen za účelem poskytování rychlé a flexibilní finanční pomoci – mohou se z něj hradit náklady na dočasné ubytování nebo provizorní opravy důležitých dopravních tepen. Tyto úkoly předtím zastávaly jednotlivé státy. Další důležitou funkcí je prevence proti těmto přírodním katastrofám. Jeho roční rozpočet činí 1 miliardu EUR.
Jeho první úkolem byla pomoc při odstraňování škod po záplavách v Německu, Česku, Rakousku a Francii v roce 2002. O rok později se podílel na likvidaci následků ztroskotání ropného tankeru Prestige ve Španělsku, vulkanické činnosti ve střední Itálii a lesních požárů v Portugalsku.

## Nástroj předvstupní pomoci
Nástroj předvstupní pomoci (Instrument for Pre-accession Assistance; IPA) nahradil v roce 2007 množství starších nástrojů - PHARE, SAPARD, ISPA, Předvstupní pomoc Turecku, CARDS).
Hlavním cílem je pomoc v přípravě na členství v EU a při zavádění evropských norem a legislativy. IPA se zaměřuje na pět nejvýznamnějších oblastí:
- přechodová pomoc
- regionální a přeshraniční spolupráce
- regionální rozvoj
- rozvoj lidských zdrojů
- rozvoj venkova

Členské státy již tyto fondy čerpat nemohou, veřejné i soukromé subjekty v členských zemích se však mohou zapojit do realizace projektů v zemích, přijímajících pomoc.

### PHARE
Fond PHARE (Poland and Hungary Aid for Restructuring of the Economy) byl vytvořen v roce 1989 původně pro pomoc Polsku a Maďarsku transformovat jejich ekonomiky z centrálně plánovaných na tržní. Krátce po svém vzniku byla jeho působnost rozšířena na dalších 11 zemí. Zahrnoval celkem 17 aktivit s desítkami projektů, patříila mezi ně například podpora vzdělávání, dopravy, veřejných institucí, energetiky, zemědělství, sociální a hospodářské soudržnosti, harmonizace s evropským právem atp.

### SAPARD
Fond SAPARD (Special Accession Programme for Agriculture and Rural Development) mohly využívat kandidátské země do data vstupu do Evropské unie (na rozdíl od fondu PHARE). Měl za úkol:
- přispět k zavádění práva Evropského společenství v oblasti společné zemědělské politiky
- řešit problémy v sektoru zemědělství a ve venkovských oblastech kandidátských zemí

### ISPA
Fond ISPA (Instrument for Structural Policies for Pre-Accession) měl podobné priority jako Kohezní fond, mohly z něj ale čerpat pouze kandidátské země. Specializoval se na oblasti životního prostředí a dopravy.